# Űrutas 3000
Az Űrutas 3000 a Futurama animációs sorozat pilot epizódja, amit eredetileg 1999. március 28-án sugározták Észak-Amerikában, a Fox-on. Az epizód Fry jövőbe jutásának bemutatása. A sorozatot nagyon sok klasszikus sci-fi ihlette meg, mint például a The Jetsons vagy a Star Trek.
Az epizódot David X. Cohen és Matt Groening írta, és Rich Moore és Gregg Vanzo rendezte. Dick Clark és Leonard Nimoy is vendégszerepel az epizódban.

## Cselekmény
1999. december 31-én, Philip J. Fry, pizzát kézbesít a "Applied Cryogenics" helyre, New Yorkba. Egy hibernáló gépezet ajtaja nyitva marad, Fry véletlenül beleesik és lefagyasztja magát 1000 évre. Amikor "kiolvad", találkozik Turanga Leelával, egy egyszeművel. Fry kideríti, hogy van élő rokona. Leelának be kéne osztania Fry-t egy munkahelyre. De mikor be kell ültetni Fry-ba a "karrier-csipet", akkor Fry megszökik.
Fry időközben körülnéz a városban, és fel próbálja hívni egyetlen élő rokonát Hubert J. Farnsworth professzort. Ekkor találkozik Benderrel, egy robottal. Fry véletlenül az "öngyilkos fülkét" telefonfülkének nézi, de megmenekül a haláltól. Fry összebarátkozik Benderrel, de Leela rájuk talál. Fry és Bender a "fejmúzeumba" menekül, ahol a huszadik század ismert alakjainak a fejei találhatóak élő állapotban. Leela itt is rájuk talál, de mivel a két, társaságában lévő rendőr "gúnyolódott az orrán", Leela megveri a őket. A helyzetet kihasználva Fry és Bender elfutnak, bemennek a "bűnözők fejei" közé, és Bender képzettségét kihasználva (csőhajlítónak volt képezve) megmenekülnek. Lemennek egy csatornába, ahol kiderül, hogy Új New York City alatt van az eredeti New York City. Fryból előtörnek az emlékek, de Leela ismét rájuk talál. Fry elmondja Leelának, hogy mivel úgyis egy vesztes, rakja be a karrier-csipet, hogy újra kifutó fiú lehessen, amit utál. Leela kiveszi saját csipjét, és hárman elindulnak, hogy felkeressék Fry rokonát. Mikor megtalálják Farnsworth (magyar sorozatban Botcsinálta) professzort, megtalálják őket a hatóságok, ugyanis "munka kerülők". Gyorsan beszállnak Botcsinálta professzor űrhajójába, és pontosan 3000-ben kirepülnek az űrbe. Botcsinálta professzor elmondja, hogy van egy intergalaktikus csomagküldő szolgálata, a "Bolygó Expressz", és, hogy éppen legénységet keres. Mindhárman elvállalják és Fry végül újra kifutó fiú lesz.